# Persone di nome Ted
| Questa pagina contiene informazioni ricavate automaticamente dalle voci biografiche con l'ausilio del template Bio e di un bot. L'aggiornamento è periodico e automatico e ricostruisce completamente la pagina. Se manca una persona in questa lista, sei pregato di non aggiungerla, ma accertati piuttosto che la sua voce biografica contenga il template Bio e che i dati anagrafici siano correttamente compilati. Se il template Bio manca, inseriscilo tu stesso o, in alternativa, metti l'avviso {{tmp\|Bio}} che ne segnala la mancanza. Se i dati riportati sono sbagliati, correggi direttamente la voce biografica; le modifiche saranno visibili in questa lista entro pochi giorni. Per chiarimenti vedi il progetto antroponimi. La lista contiene solo le 66 persone che sono citate nell'enciclopedia e per le quali è stato implementato correttamente il template Bio. Pagina aggiornata al 16 ott 2024. |

Questa è una lista di persone presenti nell'enciclopedia che hanno il prenome Ted, suddivise per attività principale.

## Allenatori di calcio(1)
- Ted Powell, allenatore di calcio e calciatore inglese (Sheffield, n. 1940 - † 2005)

## Allenatori di football americano(1)
- Ted Tollner, allenatore di football americano statunitense (n. 1945)

## Armatori(1)
- Ted Arison, armatore israeliano (Zikhron Ya'aqov, n. 1924 - Tel Aviv, † 1999)

## Artisti(1)
- Ted Nasmith, artista e illustratore canadese (Goderich)

## Artisti marziali(1)
- Ted Wong, artista marziale statunitense (n. 1937 - † 2010)

## Attori(13)
- Ted Cassidy, attore e doppiatore statunitense (Pittsburgh, n. 1932 - Los Angeles, † 1979)
- Ted Healy, attore statunitense (Kaufman, n. 1896 - Los Angeles, † 1937)
- Ted Levine, attore statunitense (Bellaire, n. 1957)
- Ted Mapes, attore statunitense (St. Edward, n. 1901 - Burbank, † 1984)
- Ted McGinley, attore statunitense (Newport Beach, n. 1958)
- Ted Osborne, attore statunitense (Grand Rapids, n. 1905 - Clearwater, † 1987)
- Ted Jan Roberts, attore statunitense (Los Angeles, n. 1979)
- Ted Rooney, attore statunitense (Portland, n. 1960)
- Ted Ross, attore e cantante statunitense (Zanesville, n. 1934 - Dayton, † 2002)
- Ted Shackelford, attore statunitense (Oklahoma City, n. 1946)
- Ted Simonett, attore canadese (Toronto, n. 1953)
- Ted Sutherland, attore statunitense (New York, n. 1997)
- Ted de Corsia, attore statunitense (Brooklyn, n. 1903 - Encino, † 1973)

## Autori di videogiochi(1)
- Ted Price, autore di videogiochi e imprenditore statunitense (Richmond, n. 1972)

## Avvocati(1)
- Ted Sorensen, avvocato e scrittore statunitense (Lincoln, n. 1928 - New York City, † 2010)

## Batteristi(1)
- Ted McKenna, batterista e compositore britannico (Lennoxtown, n. 1950 - Londra, † 2019)

## Calciatori(8)
- Ted Chronopoulos, ex calciatore statunitense (Loma Linda, n. 1972)
- Ted Ditchburn, calciatore inglese (Gillingham, n. 1921 - Brentwood, † 2005)
- Ted Eck, ex calciatore e allenatore di calcio statunitense (Springfield, n. 1966)
- Ted Esther, calciatore seychellese (n. 1982)
- Ted Farmer, ex calciatore inglese (Rowley Regis, n. 1940)
- Ted Hufton, calciatore inglese (Southwell, n. 1892 - Swansea, † 1967)
- Ted van de Pavert, ex calciatore olandese (Doetinchem, n. 1992)
- Ted Sikovi, calciatore samoano (n. 1983)

## Cantanti(4)
- Ted Gärdestad, cantante svedese (Sollentuna, n. 1956 - Sollentuna, † 1997)
- Ted Leonard, cantante e chitarrista statunitense (Arcadia, n. 1971)
- Ted Poley, cantante statunitense (Englewood, n. 1964)
- Ted Skjellum, cantante, chitarrista e bassista norvegese (Kolbotn, n. 1972)

## Cestisti(2)
- Ted Kitchel, ex cestista statunitense (Howard County, n. 1959)
- Ted Scott, ex cestista statunitense (Columbus, n. 1985)

## Chitarristi(2)
- Popa Chubby, chitarrista e cantante statunitense (New York, n. 1960)
- Ted Turner, chitarrista e cantante britannico (Sheldon, n. 1950)

## Coreografi(1)
- Ted Shawn, coreografo e ballerino statunitense (Kansas City, n. 1891 - Eustis, † 1972)

## Critici musicali(1)
- Ted Gioia, critico musicale, pianista e compositore statunitense (Palo Alto, n. 1957)

## Direttori della fotografia(1)
- Ted Moore, direttore della fotografia sudafricano (n. 1914 - † 1987)

## Fumettisti(1)
- Ted Osborne, fumettista statunitense (Oklahoma, n. 1910 - Contea di San Mateo, † 1968)

## Giocatori di football americano(2)
- Ted Gilmore, ex giocatore di football americano e allenatore di football americano statunitense (Wichita, n. 1967)
- Ted Watts, ex giocatore di football americano statunitense (Tarpon Springs, n. 1958)

## Giocatori di poker(1)
- Ted Forrest, giocatore di poker statunitense (Syracuse, n. 1964)

## Giornalisti(1)
- Ted Simon, giornalista britannico (Germania, n. 1931)

## Hockeisti su ghiaccio(1)
- Ted Bullo, ex hockeista su ghiaccio svizzero (n. 1992)

## Illustratori(1)
- Ted Sieger, illustratore, regista e scrittore svizzero (Coquimbo, n. 1958)

## Lunghisti(1)
- Ted Hooper, ex lunghista taiwanese (Arcadia, n. 1991)

## Pastori protestanti(1)
- Ted Haggard, pastore protestante e predicatore statunitense (Yorktown, n. 1956)

## Piloti automobilistici(1)
- Ted Whiteaway, pilota automobilistico britannico (Feltham, n. 1928 - Perth, † 1995)

## Politici(2)
- Ted Kennedy, politico statunitense (Boston, n. 1932 - Barnstable, † 2009)
- Ted Lieu, politico statunitense (Taipei, n. 1969)

## Produttori discografici(1)
- Ted Templeman, produttore discografico statunitense (Santa Cruz, n. 1944)

## Registi(6)
- Ted Berman, regista, animatore e sceneggiatore statunitense (East Los Angeles, n. 1919 - Los Angeles, † 2001)
- Ted Kotcheff, regista canadese (Toronto, n. 1931)
- Ted Nicolaou, regista, sceneggiatore e montatore statunitense
- Ted Post, regista e insegnante statunitense (New York, n. 1918 - Santa Monica, † 2013)
- Ted Tetzlaff, regista e direttore della fotografia statunitense (Los Angeles, n. 1903 - Fort Baker, † 1995)
- Ted Wilde, regista statunitense (New York, n. 1889 - Los Angeles, † 1929)

## Sceneggiatori(1)
- Ted Elliott, sceneggiatore statunitense (Santa Ana, n. 1961)

## Scenografi(1)
- Ted Haworth, scenografo statunitense (Cleveland, n. 1917 - Sundance, † 1993)

## Scrittori(1)
- Ted Dewan, scrittore e illustratore britannico (Boston, n. 1961)

## Scrittori di fantascienza(1)
- Ted White, scrittore di fantascienza, editore e critico musicale statunitense (Washington, n. 1938)

## Stilisti(1)
- Ted Lapidus, stilista francese (Parigi, n. 1929 - Mougins, † 2008)

## Senza attività specificata(2)
- Ted Jensen, tecnico del suono statunitense (New Haven, n. 1954)
- Ted van der Parre, strongman olandese (Amsterdam, n. 1955)